# Abemama
Abemama (także Abamama, Apamama, Dundas, Hopper Island, Roger Simpson Island lub Simpson Island) – atol w zachodniej części wyspiarskiego państwa Kiribati, w archipelagu wysp Gilberta, położony 170 km na południowy wschód od atolu Tarawa, tuż powyżej równika.
Podstawą gospodarki jest produkcja kopry, uprawa drzewa chlebowego i bananów. Nieznaczne dochody przynosi też turystyka.

## Geografia
Wyspa, a w zasadzie ciąg połączonych wysp, zajmuje obszar 27,37 km² i jest zamieszkana przez 3213 osób (2010). Wysepki otaczają z trzech stron głęboką lagunę. Wyspy atolu otaczające lagunę od północy i wschodu są ze sobą połączone estakadą, co umożliwia między nimi transport samochodowy. Pozostałe wyspy – Abatiku i Bike znajdują się w południowo-zachodniej części atolu.
Wioska Kariatebike jest administracyjnym centrum atolu. Mieści się tu budynek władz lokalnych, szkoły: podstawowa i średnia, kilka sklepów, targowisko, komenda policji i szpital. Jedyne lotnisko atolu znajduje się na północnym krańcu Abemama w pobliżu wioski Tabiang.
Na atolu panuje klimat oceaniczny, tropikalno-równikowy, ze stałymi temperaturami od +25 do +27 °C. Pora deszczowa trwa od grudnia do maja.

### Wsie na wyspach atolu
| Abemama: Liczba ludności (2010) i powierzchnia |         |              |                       |
| Wioska                                         | Ludność | Powierzchnia | Gęst. zal. (osób/km²) |
| Abatiku                                        | 150     | 279,2 ha     | 53,7                  |
| Tabiang                                        | 487     | 2425,2 ha    | 125,8                 |
| Tekatirirake                                   | 182     | 2425,2 ha    | 125,8                 |
| Tanimainiku                                    | 250     | 2425,2 ha    | 125,8                 |
| Kauma                                          | 74      | 2425,2 ha    | 125,8                 |
| Baretoa                                        | 387     | 2425,2 ha    | 125,8                 |
| Tabontebike                                    | 380     | 2425,2 ha    | 125,8                 |
| Kariatebike                                    | 505     | 2425,2 ha    | 125,8                 |
| Bangotantekabaia                               | 79      | 2425,2 ha    | 125,8                 |
| Tebanga                                        | 62      | 2425,2 ha    | 125,8                 |
| Manoku                                         | 170     | 2425,2 ha    | 125,8                 |
| Kabangaki                                      | 474     | 2425,2 ha    | 125,8                 |
| Bike                                           | 13      | 32,3 ha      | 40,2                  |
| Ogółem                                         | 3213    | 2736,7 ha    | 117,4                 |

## Historia
W roku 1892 dowódca okrętu HMS „Royalist”, kapitan Davis, ogłosił wyspę protektoratem brytyjskim. Nieco wcześniej, bo w roku 1889 mieszkał tu przez kilka miesięcy z żoną i pasierbem pisarz brytyjski Robert Louis Stevenson. W pobliżu wioski Tabontebike znajduje się grób wodza Tema Binoki, którego Stevenson uwiecznił wraz z wyspą w jednej ze swych powieści.
Japończycy zajęli Wyspy Gilberta 10 grudnia 1941 roku. 21 listopada 1943 amerykański okręt podwodny USS „Nautilus” wysadził na wyspie 78 żołnierzy USMC (i porucznika armii australijskiej jako tłumacza) z zadaniem jej zdobycia. Marines, wspierani ogniem „Nautilusa”, z łatwością pokonali nieliczny japoński garnizon. 25 listopada rano krajowcy donieśli, że Japończycy popełnili zbiorowe samobójstwo.
Amerykanie rozbudowali tutejsze lotnisko, które w początkach 1944 roku wykorzystywane było do operacji bombowych przeciwko Wyspom Marshalla i odseparowanym, ale nieodebranym Japończykom wyspom w Archipelagu Gilberta.

## Transport
Na atolu znajduje się Port lotniczy Abemama.